# Xie Jin
Xie Jin (謝晉T, 谢晋S; Shangyu, 21 novembre 1923 – Shangyu, 18 ottobre 2008) è stato un regista cinese.

## Biografia

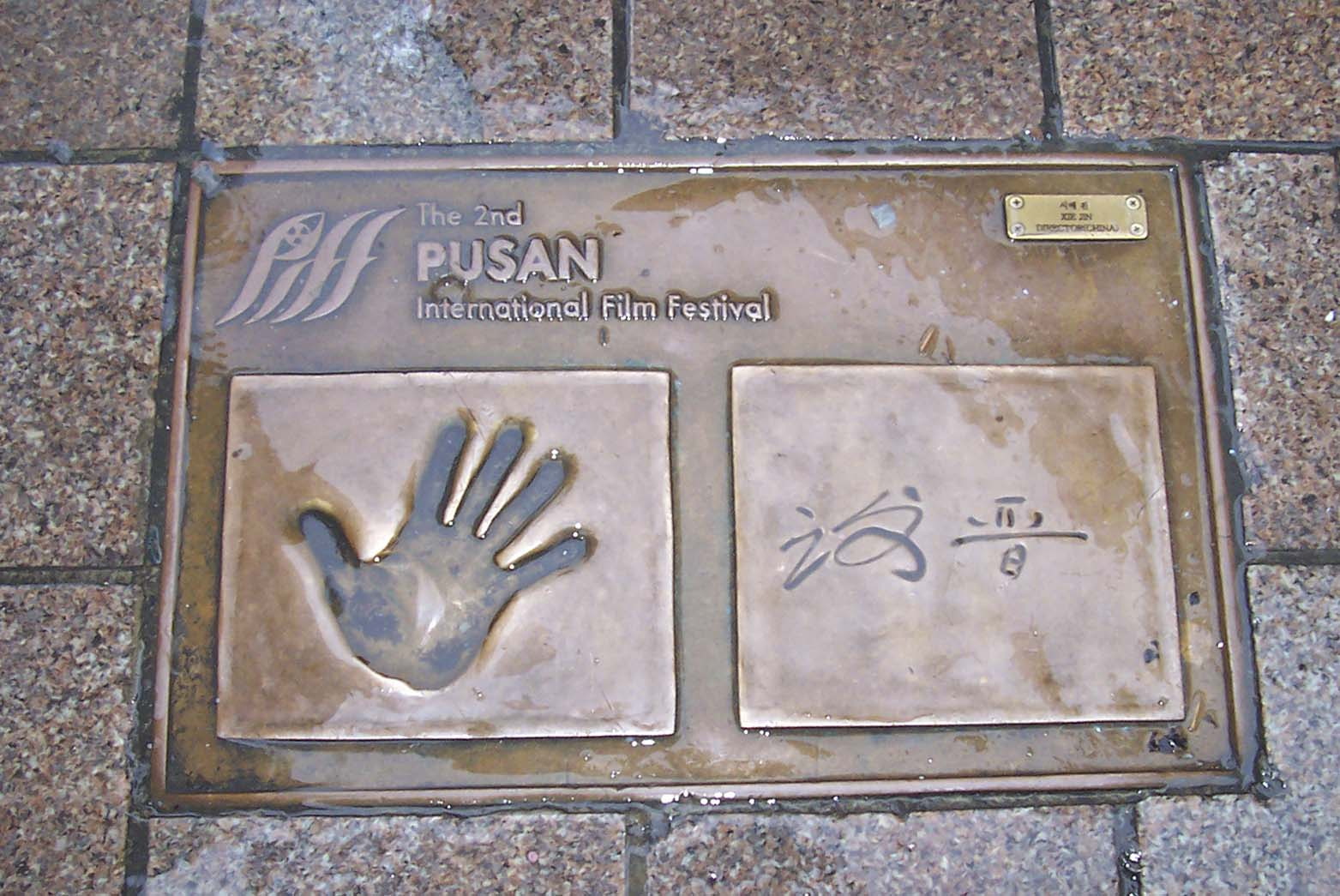
Placca con la firma e l'impronta delle mani di Xie Jin a Pusan

Xie è nato a Shangyu, Zhejiang. Ha passato l'infanzia nella sua città natale, dove ha anche frequentato per un anno la scuola elementare. Nel 1930 si è trasferito con i genitori a Shanghai, dove ha proseguito gli studi. Nel 1938 ha seguito suo padre a Hong Kong e ha studiato là per un anno.
Nel 1941, Xie si è iscritto nella Jiang'an National Drama School nel Sichuan, dove è stato educato, tra gli altri, da Cáo Yǔ, Hong Shen, Jiao Juyin, Ma Yanxiang e Chen Liting. Nel 1943 ha lasciato i suoi studi e si è trasferito a Chongqing per lavorare come direttore di scena, sceneggiatore e attore nella China Youth Play Agency. Nel 1946, Xie riprende i suoi studi nella National Drama School di Nanjing, con la specializzazione in regia. Nel 1948 è entrato nella Datong Film Corporation ed è diventato aiuto regista e regista associato.
Dopo la formazione della Repubblica Popolare Cinese, Xie si è iscritto all'istituto di ricerca della politica della North China Revolutionary University. In seguito è diventato regista associato e regista nel Changjiang Film Studio e nello Shanghai Film Studio.
Xie, nella sua carriera, ha diretto più di 20 film. La sua opera prima, Woman Basketball Player No. 5 (Nu lan wu hao), è stato il primo film di sport a colori della Repubblica Popolare Cinese e ha vinto il premio d'argento nel 6th International Youth Film Festival nel 1957 e il Silver Hat Prize nel Mexico International Film Week nel 1958.
The Red Detachment of Women (Hong se niang zi jun) ha vinto come Miglior film e come Miglior regia nella prima edizione dell'Hundred Flowers Awards nel 1964.
Due sorelle (Two Stage Sisters - Wutai jiemei) ha vinto il Sutherland Trophy dei British Film Institute Awards nel 24° London Film Festival. Tuttavia, il film è stato molto criticato in patria poiché secondo alcuni aveva "sostenuto la riconciliazione delle classi sociali". Xie ha raccontato in un'intervista nel 2002 che i suoi genitori si sono suicidati causa la forte pressione politica esercitata su di loro. Il film è stato restaurato in occasione della diciassettesima edizione del Shanghai International Film Festival e in seguito è stato proiettato anche durante la XXVIII edizione del Cinema Ritrovato a Bologna nel 2014.
Jia Zhangke ha osservato che per Jin Xie era molto rischioso continuare a fare dei film su questo traumatico periodo negli anni ottanta, cosa che fece, quando la Cina stava iniziando a fare e perfezionare le riforme economiche.
Il 23 agosto 2008 il figlio di Jin Xie è morto di cancro. Due mesi dopo, la mattina del 18 ottobre 2008, il corpo di Xie è stato trovato nella sua camera di albergo a Shangyu, sua città natale. Centinaia di celebrità e migliaia di persone hanno partecipato al suo funerale.

## Filmografia
- Woman Basketball Player No. 5 (Nu lan wu hao) (1957)
- The Red Detachment of Women (Hong se niang zi jun) (1961)
- Big Li, Little Li and Old Li (Da Li, Xiao Li he Lao Li) (1962)
- Two Stage Sisters (Wutai jiemei) (1965)
- Chunmiao (1975)
- Youth (Quingchun) (1977)
- Cradle (A, yao lan) (1979)
- La leggenda della Montagna Tianyun (Tian yun shian chuan qi) (1980)
- The Herdsman (Mu Ma Ren) (1982)
- Qiu Jin (1984)
- Wreaths at the Foot of the Mountain (Gao shan xia de hua huan) (1985)
- Hibiscus Town (Fu rong zhen) (1986)
- The Last Aristocrats (Zui hou de gui zu) (1989)
- Bell of Purity Temple (Qing liang si zhong sheng) (1992)
- An Old Man and His Dog (Lao ren he gou) (1993)
- Penitentiary Angel (Nü er gu) (1995)
- La guerra dell'oppio (Opium War - Yapian zhanzheng) (1997)
- Woman Soccer Player No.9 (Nü zu 9 hao) (2001)